# Thierry Courvoisier
Thierry Courvoisier (23 de març de 1953) és un astrònom suís. És professor d'astronomia en el Departament d'Astronomia de la Universitat de Ginebra i director de l'ISDC, Centre de Dades per a l'Astrofísica. Va fer contribucions pioneres en la investigació sobre els quàsars i els fluxos d'acreció, més notablement en la 3C 273. El professor Courvoisier és el president de la Societat Astronòmica Europea (EAS), president de l'Acadèmia Suïssa de Ciències Naturals (SCNAT), i editor en cap de la revista "The Astronomy and Astrophysics Review". Ha estat ensenyant cursos d'astrofísica d'alta energia a la Universitat de Ginebra des del principis de 1990. Thierry és un mariner entusiasta i va creuar l'Atlàntic dues vegades amb el seu vaixell Ceres.